# Saint-Jean-Saint-Germain
Saint-Jean-Saint-Germain is een gemeente in het Franse departement Indre-et-Loire (regio Centre-Val de Loire) en telt 602 inwoners (1999). De plaats maakt deel uit van het arrondissement Loches.

## Geografie
De oppervlakte van Saint-Jean-Saint-Germain bedraagt 21,6 km², de bevolkingsdichtheid is 27,9 inwoners per km².
De onderstaande kaart toont de ligging van Saint-Jean-Saint-Germain met de belangrijkste infrastructuur en aangrenzende gemeenten.

## Demografie
Onderstaande figuur toont het verloop van het inwonertal (bron: INSEE-tellingen).